# Achille Chavée
Achille Chavée (n. 6 iunie 1906 - d. 4 decembrie 1969) a fost un poet belgian de limbă franceză, figură importantă a suprarealismului valon.